# Donkey Rhubarb
Albums de Aphex Twin
(Richard D. James)
...I Care Because You Do
(1995) Melodies from Mars
(1995)
Donkey Rhubarb est un maxi d'Aphex Twin sorti en 1995 sur le label Warp. Cet EP contient notamment une version orchestrale du morceau "Icct Hedral" (issu de ...I Care Because You Do) réalisée par Philip Glass.

## Caractéristiques
L'EP suit de quelques mois la sortie de ...I Care Because You Do et en reprend une partie de l'image de la pochette. Pour The A.V. Club, Donkey Rhubarb est un disque plus expérimental mais toujours mélodique de James. La collaboration avec Philip Glass « scelle la relation de James au monde de la musique d'avant-garde ».

## Liste des morceaux (WAP 63 CD)
| 1.    | Donkey Rhubarb                           | 6:08 |
| 2.    | Vaz Deferenz                             | 5:50 |
| 3.    | Icct Hedral (Philip Glass Orchestration) | 8:06 |
| 4.    | Pancake Lizard                           | 4:31 |
| 24:10 |                                          |      |

| 5. | icct hedral [phillip glass dry version+bonus DAT glitches] | 7:55 |

## Note
1. 1 2  (en) Ned Raggett, « AllMusic Review », sur allmusic.com (consulté le 28 février 2019)
2. ↑  en anglais Donkey Rhubarb désigne la renouée du Japon
3. ↑  (en) Kyle Fowle, « A beginner’s guide to the many sounds of Aphex Twin », sur music.avclub.com, 22 septembre 2014